# محمد حمامي
محمد حماني  (1992 المغرب) هو لاعب كرة قدم مغربي.